# Трговина органима
Трговина органима (позната и као тржиште крви или црвено тржиште) је трговина људским органима, ткивима или другим телесним производима, обично за трансплантацију. Према Светској здравственој организацији, трговина органима је комерцијална трансплантација где постоји профит, или трансплантације које се дешавају ван националних медицинских система. Постоји глобална потреба или потражња за здравим деловима тела за трансплантацију, која премашује доступне бројке.
Од јануара 2020. године, у Сједињеним Америчким Државама има више од 100.000 кандидата који чекају на трансплантацију органа. Средње време чекања на трансплантацију срца и јетре у Сједињеним Америчким Државама између 2003. и 2014. године било је приближно 148 дана.
Комерцијална трговина људским органима тренутно је илегална у свим земљама осим Ирана. Недавне забране комерцијалне трговине органима (нпр. Индија 1994. године и Филипини 2008. године) повећале су доступност трансплантација и сигурност процедура. Упркос овим забранама, трговина органима и трансплантацијски туризам су и даље распрострањени (међутим, тешко је доћи до података о обиму трговине органима на црном тржишту). Питање да ли треба легализовати и регулисати трговину органима у циљу сузбијања илегалне трговине и значајног глобалног недостатка органа је у великој мери дебатовано. Ова дискусија се обично усредсређује на продају бубрега од стране живих донатора, пошто се људска бића рађају са два бубрега, али им је потребан само један да би преживели.

## Историја
Први научни извештај о овом феномену датира из публикације у The Lancet 1990. године. Студија је пратила 131 пацијента из Уједињених Арапских Емирата и Омана који су били подвргнути трансплантацији бубрега у Бомбају и који су наводно имали бројне постоперативне проблеме.
У свом извештају о трговини органима у Европи, Комитет за социјална, здравствена и породична питања Савета Европе је написао: „На глобалном нивоу, трговина органима није нов проблем. Осамдесетих година прошлог века стручњаци су почели да примећују праксу која је касније названа „туризам за трансплантацију“: богати Азијати су путовали у Индију и друге делове југоисточне Азије да би добили органе од сиромашних донатора. Од тада су се појавиле друге дестинације, као што су Бразил и Филипини. Трговина органима узетим од погубљених затвореника се наставља у Индији, упркос новим законима у земљи који чине ову праксу незаконитом у већини региона. Овај проблем не губи на озбиљности, јер је врло вероватно да ће, са новим медицинским напретком, јаз између понуде и потражње за органима наставити да се повећава."

## Законска трговина органима

### Иран
Иран је једина нација која дозвољава да се органи купују и продају за новац. Због недостатка инфраструктуре за одржавање ефикасног система за трансплантацију органа раних 1980-их, Иран је 1988. године легализовао донацију бубрега странцима. Добротворно удружење за подршку бубрежним болесницима и Добротворна фондација за специјалне болести контролишу промет органа, уз подршку владе. Ове непрофитне организације повезују донаторе са примаоцима, постављајући тестове како би осигурали компатибилност. Донатори добијају надокнаду пореског кредита од владе, бесплатно здравствено осигурање, а често и директну уплату од примаоца, у просеку од 1.200 долара. Неким донаторима се такође нуде могућности запошљавања. Добротворне организације подржавају примаоце који не могу да приуште трошкове органа.
Иран заиста поставља ограничења на комерцијалну трговину органима у покушају да ограничи трансплантацијски туризам. Тржиште је садржано унутар земље, односно странцима није дозвољено да купују органе иранских држављана. Поред тога, органи се могу пресађивати само људима исте националности – тако, на пример, Иранац не може купити бубрег од избеглице из друге земље.
Заговорници легализоване трговине органима поздравили су ирански систем као пример ефикасног и безбедног модела трговине органима. Поред тога, овај модел је компатибилан са друштвеном климом у земљи. Религијске праксе у Ирану блокирају културу донирања у земљи, јер се донације органа често сматрају табуом. У 2017. години, од могућих 8.000 случајева мождане смрти, 4.000 органа је било одрживо, али је само 808 пресађено због недостатка сагласности.
Неки критичари тврде да је ирански систем на неки начин присилан, јер је преко 70% донатора сиромашно. Не постоји краткорочно или дугорочно праћење здравља давалаца органа. У ствари, постоје докази да ирански донатори доживљавају веома негативне исходе, како у погледу здравља тако и емоционалног благостања.

### Цене органа
На легалним тржиштима Ирана, цена бубрега се креће од 28.000 до 45.000 долара. На црном тржишту, исти бубрег може да вреди преко 100.000 долара, где већина прихода одлази посреднику. Сматра се да је типична цена која се плаћа донаторима на црном тржишту око 5.000 америчких долара, али неки донатори добијају само 1.000 долара. Поред тога, ове трансплантације на црном тржишту су често опасне и за донора и за примаоца, јер се неки од њих заразе хепатитисом или ХИВ-ом.

### Државна накнада за донаторе
Аустралија и Сингапур су недавно легализовали новчану надокнаду за живе донаторе органа. Заговорници оваквих иницијатива кажу да се овим мерама људима не плаћају органи, ове мере само надокнађују донаторима трошкове везане за донирање органа. На пример, аустралијски донатори добијају 9 недеља плаћеног одсуства по стопи која одговара националној минималној плати. Организације за заступање болести бубрега у обе земље изразиле су подршку овој иницијативи.
Иако амерички савезни закон забрањује продају органа, он дозвољава владама држава да надокнаде донаторима путне, медицинске и друге случајне трошкове повезане са њиховом донацијом. Године 2004, савезна држава Висконсин је искористила овај закон да обезбеди пореске олакшице живим донаторима, како би покрила трошкове донације.

### Донације упарених бубрега
Иако све земље осим Ирана забрањују финансијске трансакције за органе, већина дозвољава "упарене донације" или замену бубрега међу више страна. Упарене донације решавају проблем компатибилности ткива у трансплантацији органа. На пример, можда желите да донирате бубрег свом супружнику, али не можете због некомпатибилности антитела. Међутим, ваш бубрег се добро слаже са странцем који је у браку са неким чији би бубрег био компатибилан са вашим супружником. У упарној донацији, пристали бисте да донирате свој бубрег странцу, у замену да супружник странца обећава да ће донирати бубрег вашем супружнику.
Такве упарене донације су облик продаје органа – уместо куповине бубрега за вољену особу готовином, особа то плаћа сопственим бубрегом. У ствари, у Сједињеним Америчким Државама, ширење донација упарених бубрега је првобитно било заустављено због језика у Националном закону о трансплантацији органа, који је забрањивао пренос људских органа за „вредну накнаду“. Тек након што је закон измењен да би се изричито омогућиле донације упарених бубрега, ова пракса је постала популарна.

## Илегална трговина органима
Према Светској здравственој организацији, илегална трговина органима се дешава када се органи ваде из тела у сврху комерцијалних трансакција. Упркос уредбама против продаје органа, ова пракса се наставља, са студијама које процењују да се од 5% до 42% трансплантираних органа илегално купује. Истраживања показују да је илегална трговина органима у порасту, а недавни извештај Global Financial Integrity-а процењује да илегална трговина органима генерише профит између 600 милиона и 1,2 милијарде долара годишње у многим земљама. Ове земље укључују, али нису ограничене на:
- Анголу
- Бразил[36][37][38]
- Канаду[39]
- Кину[40][41][42]
- Колумбију[43][44]
- Костарику[45]
- Египат[46]
- Грузију[47]
- Хаити[48]
- Израел[49][50][51]
- Либију[52]
- Мексико[53]
- Перу[36]
- Филипине[54][55]
- Русију
- Јужну Африку[36][38]
- Уједињено Краљевство
- Сједињене Америчке Државе[38]

Иако је тврдње о трговини органима тешко поткрепити због недостатка доказа и поузданих података, случајеви илегалне трговине органима су суђени и процесуирани. Особе и субјекти који су процесуирани су укључивали криминалне групе, болнице, посреднике у трговини органима, нефрологе, и појединце који покушавају да продају сопствене органе. Сиромаштво, корупција и недостатци у законодавству и спровођењу подстичу распрострањеност илегалне трговине органима. Ови фактори такође представљају потешкоће у праћењу тачне статистике трговине и тржишних снага у различитим земљама.

### Трансплантацијски туризам
Уједињена мрежа за дељење органа дефинише трансплантацијски туризам као „куповину органа за трансплантацију у иностранству која укључује приступ органу уз заобилажење закона, правила или процеса било које или свих укључених земаља“. Термин "трансплантацијски туризам" описује комерцијализам који покреће илегалну трговину органима, али није сав медицински туризам за органе незаконит. У неким случајевима, и давалац и прималац органа путују у земљу која има адекватне услове за обављање легалне операције. У другим случајевима, прималац путује да прими орган рођака који живи у иностранству. Трансплантацијски туризам изазива забринутост јер укључује пренос здравих органа у једном правцу, исцрпљујући регионе у којима се органи купују. Овај трансфер се обично дешава у трендовима: од југа ка северу, од земаља у развоју до развијених земаља, од жена до мушкараца, и од обојених људи до белаца. У 2007. години, у Пакистану је купљено 2.500 бубрега, при чему су страни примаоци чинили две трећине купаца. Исте године, у Канади и Уједињеном Краљевству, стручњаци су проценили да је око 30 до 50 њихових трансплантираних пацијената илегално купило органе у иностранству.
Бубрег је орган који се најчешће тражи у трансплантационом туризму, а цене органа крећу се од само 1.300 долара до чак 150.000 долара. Извештаји процењују да 75% све илегалне трговине органима укључује бубреге. Трговина јетром је такође истакнута у трансплантационом туризму, са ценама је од 4.000 до 157.000 долара. Иако су јетре регенеративне, због чега донације јетре нису фаталне, оне су много мање уобичајене због мучног опоравка који одвраћа донаторе. Остали скупи делови тела који се обично продају, укључују рожњачу (24.400 долара) и неоплођене јајне ћелије (12.400 долара), док телесни производи по нижим ценама укључују крв (25-337 долара), кожу (10 долара по квадратном инчу) и кости/лигаменте (5.465 долара). Иако постоји велика потражња, а самим тим и веома висока цена за виталне органе као што су срце и плућа, трансплантациони туризам и трговина органима у овим деловима су веома ретки због софистициране природе трансплантационе хирургије и напредних и опремљених операционих сала.[

### Глобална реакција
Међународна заједница је издала многе уредбе и декларације против трговине органима. Примери укључују пријаву органа за комерцијалну употребу од стране Светске медицинске управе из 1985. године: 
- Конвенција Савета Европе о људским правима и биомедицини из 1997. године и њен Опциони протокол из 2002. године о трансплантацији органа и ткива људског порекла

- Истанбулска декларација о трговини органима и трансплантацијском туризму.[64] Истанбулска декларација дефинише комерцијализам трансплантације, трговину органима и трансплантацијски туризам.[34] Она осуђује ове праксе засноване на кршењу правичности, правде и људског достојанства.[32] Декларација има за циљ да промовише етичке праксе у трансплантацији и донирању органа на међународном нивоу.[34] Она није обавезујућа, али преко 100 организација за трансплантацију подржава њене принципе, укључујући земље као што су Кина, Израел, Филипини и Пакистан, које су након објављивања декларације ојачале своје законе против илегалне трговине органима.[34]

Светска здравствена организација такође је одиграла истакнуту улогу у осуди илегалне трговине органима. СЗО је први пут прогласила трговину органима илегалном 1987. године, наводећи да таква трговина крши Универзалну декларацију о људским правима. Такође осуђује праксу на основу тога да ће она „вероватно неправедно искористити предности најсиромашнијих и најугроженијих група, подрива алтруистичко давање и води профитерству и трговини људима“. Године 1991, на 44. Светској здравственој скупштини, одобрила је девет водећих принципа за трансплантацију људских органа. Принципи су јасно рекли да органи не могу бити предмет финансијских трансакција. Дана 22. маја 2004. године, ове смернице су незнатно измењене на 57. Светској здравственој скупштини. Ове смернице намењене су за употребу влада широм света. Ове глобалне иницијативе послужиле су као користан ресурс за успостављање медицинских професионалних кодекса и правног оквира за ово питање, али нису обезбедиле санкције потребне за спровођење трговине органима.

### Незаконита трговина органима у одређеним земљама

#### Кина
Од касних 1980-их, Кина се ослањала на погубљене затворенике да би обезбедила већину својих трансплантираних органа. Кина је била друга после Сједињених Америчких Држава по броју извршених трансплантација. Постоје докази да је влада покушала да умањи обим узимања органа путем споразума о поверљивостии закона, као што су правила о коришћењу лешева или органа из лешева стрељаних затвореника. Критичари даље наводе да органи нису дистрибуирани на основу потреба, већ су додељивани преко корумпираног система или једноставно продати богатим кинеским и страним појединцима. Један извор процењује да је Кина 2006. године погубила најмање 4.000 затвореника да би обезбедила око 8.000 бубрега и 3.000 јетри за стране купце. Кина је такође оптужена да подстиче своју индустрију трансплантације органима узетим од живих Фалун Гонг практиканата. У Килгур-Матасовом извештају закључено је да је Кина крива за ову праксу. Извештај је наишао на критике због своје методологије, како кинеских тако и западних извора.
Током 2000-их, земља је била под све већим међународним и домаћим притиском да оконча праксу коришћења органа затвореника. Од тада је спровео низ реформи које се односе на ове наводе. Развијен је регистар добровољних давалаца који нису затвореници. Верује се да ови живи и преминули даваоци снабдевају већину органа који су данас пресађени у земљи. Кина је такође стандардизовала свој процес прикупљања органа, прецизирајући које болнице могу да обављају операције и успостављајући правну дефиницију мождане смрти. Кина је 2007. године забранила трансплантацију органа страним пацијентима и формално забранила продају органа и прикупљање органа особе без њиховог пристанка. У Кини су мањине, укључујући Ујгуре, Тибетанце, муслимане и хришћане, мета за „узгајање органа”, при чему су Фалун Гонг практиканти примарне жртве ове бруталне праксе.
Многе непрофитне организације и међународни правници су скептични да је Кина заиста реформисала своју индустрију трансплантације органа. Конкретно, иако је број органа одузетих од затвореника драстично опао, не постоји забрана узимања органа од преминулих затвореника који потписују уговоре о донирању својих органа. И даље постоје извештаји о затворским службеницима који затвореницима који су осуђени на смрт нуде могућност да „добровољно“ донирају своје органе након смрти, са импликацијом да они који то одбију могу добити лошији третман од својих тамничара.
У августу 2024. године, The Diplomat је известио о свом интервјуу са Ченг Пеј Мингом, првом познатом преживелом жртвог кинеског присилног узимања органа. Ченг, Фалун Гонг практикант, испричао је како је био подвргнут поновљеним тестовима крви и накнадној принудној операцији док је био затворен у Кини, а касније је открио током медицинских прегледа у Сједињеним Америчким Државама да су му хируршки уклоњени сегменти јетре и део плућа. 

#### Индија
Пре 1994. године, Индија није имала законе који забрањују продају органа. Ниски трошкови и висока доступност довели су до пословања из целог света и трансформисали Индију у један од највећих центара за трансплантацију бубрега у свету. Међутим, неколико проблема је почело да се појављује. Пацијентима су често обећане исплате које су биле много веће од онога што су стварно примили. Други пацијенти су пријавили да су им бубрези уклоњени без њиховог пристанка, након што су били подвргнути процедурама из других разлога.
Године 1994. земља је усвојила Закон о трансплантацији људских органа, забрањујући трговину органима и промовишући постхумно донирање органа. Примарни механизам закона за спречавање продаје органа био је да ограничи ко може да донира бубрег другој особи. Посебно, овај закон забрањује странцима да донирају једни другима. Особа може донирати само рођаку, супружнику или некоме кога добро познаје. У пракси, међутим, људи избегавају законска ограничења како би наставили трговину органима. Често су тврдње о „наклоности“ неосноване и давалац органа нема никакве везе са примаоцем. У многим случајевима, донатор можда није Индијац или чак не говори исти језик као прималац. Такође је било извештаја да се донатор удала за примаоца како би заобишла забрану.

#### Филипини
Иако продаја органа није била легална на Филипинима, пре 2008. године та пракса је толерисана, па чак и одобрена од стране владе. Филипинска информативна агенција, огранак владе, чак је промовисала пакете за трансплантацију бубрега који су се продавали за отприлике 25.000 долара. Сами донатори су често добијали само 2.000 долара за своје бубреге. Земља је била популарна дестинација за трансплантацијски туризам. Један високи владин званичник проценио је да се 800 бубрега продавало годишње у земљи пре 2008. године, а Светска здравствена организација га је навела као једно од пет најбољих места за туристе који се баве трансплантацијом у 2005. години.
У марту 2008. године влада је усвојила нови закон којим се спроводи забрана продаје органа. Након сузбијања ове праксе, број трансплантација је смањен са 1.046 у 2007. години, на 511 у 2010. години. Од тада је влада заузела много активнији став против трансплантационог туризма.

#### Сједињене Америчке Државе
Дана 21. септембра 2021. године, 92 републиканска члана америчког Сената и Представничког дома затражили су од шефова више савезних агенција да истраже узгајање органа, у истраживачке сврхе. У писму се наводи: „Узнемирени смо јавном евиденцијом добијеном од Националног института за здравље која показује да је Универзитет у Питсбургу можда прекршио савезни закон мењајући процедуре абортуса како би узео органе од беба које су биле довољно старе да живе ван материце." Међутим, PolitiFact је неколико месеци раније известио да "нема назнака да су фетална ткива коришћена у експериментима купљена," што сугерише да је ово истраживање било је нетачно.

### Утицај на сиромашне
Подаци Светске здравствене организације показују да су донатори у илегалној трговини органима претежно сиромашни људи из земаља у развоју. У једној студији о даваоцима органа у Индији, 71% свих донатора је пало испод границе сиромаштва. Сиромашни људи (укључујући сиромашне мигранте) чешће постају жртве крађе органа. Прикази ове праксе обично карактеришу жртве као незапослене особе (често, али не увек мушкарце) између 20 и 40 година које су тражиле посао и извођене су из земље ради операција.
Сиромашни људи такође ће се чешће јавити да продају своје органе. Један од примарних разлога због којих донатори артикулишу зашто продају своје органе је отплата дуга. Мигранти, на пример, могу искористити новац да исплате трговце људима. На најсиромашније се често гледа као на поузданије мете за трансплантационе туристе јер им је новац најпотребнији. Док неке присталице трговине органима тврде да она помаже да се неки људи извуку из сиромаштва обезбеђујући надокнаду донаторима, о доказима ове тврдње се жестоко расправља. У многим случајевима, људи који продају своје органе да би отплатили дуг не успевају да избегну овај дуг и остају заробљени у циклусима дуга. Људи се често осећају као да немају другог избора осим да донирају своје бубреге због екстремног сиромаштва. У неким случајевима, органи се продају члановима породице, било родитељи деци, или одрасла деца родитељима. Ово је чешће у земљама у којима су листе чекања мање формалне и међу породицама које не могу да приуште да напусте земљу ради трансплантације.
Извештаји Светске здравствене организације показују смањено здравствено и економско благостање оних који донирају органе путем трансплантационог туризма. У Ирану (где је продаја органа легална), 58% донатора је пријавило негативне последице по здравље. У Египту је чак 78% донатора искусило негативне здравствене исходе, а 96% донатора је изјавило да жали због донирања. Ови налази су релативно конзистентни у свим земљама: они који продају своје органе на тржишту обично имају лошије опште здравље. Нестандардни услови током операција такође могу довести до преношења болести као што су хепатитис Б, хепатитис Ц и ХИВ. Лоше здравље донатора је додатно погоршано депресијом и другим менталним проблемима изазваним стресом донирања и недовољном негом након операције.
Економски исходи осиромашених донатора нису ништа бољи од њихових здравствених резултата. Студија индијских донатора открила је да док је 96% донатора продало бубрег да би отплатили дугове, 75% је и даље захтевало оперативну негу коју купац не пружа. Донатори у свим земљама често пријављују слабост након операције, која доводи до смањених могућности запошљавања, посебно за оне који за живот зарађују физичким радом.

### Проблеми са спровођењем
Иако постоје многи статути који се односе на трговину органима, званичници закона нису успели да успешно спроведу ове мандате. Једна од препрека за спровођење закона је недостатак комуникације између медицинских власти и агенција за спровођење закона. Прописи о поверљивости лекара често ометају приступ службеника за спровођење информација о појединцима који су укључени у илегалну трансплантацију органа. Без могућности прегледа медицинске документације и историје како би се изградио ефикасан случај против починилаца, званичници не могу у потпуности да спроводе законе о трговини органима. Многи критичари наводе да, како би ефикасно забраниле илегалну трговину органима, агенције за кривично право морају да сарађују са медицинским властима како би ојачале знање и спровеле законе о трговини органима. Критичари такође подржавају друге кривичноправне акције за постизање овог циља, као што је давање приоритета питањима трговине органима међу локалним законодавним телима, мултидисциплинарна сарадња у прекограничним кривичним делима и даљу обуку полиције у суочавању са кривичним делима трговине органима.

### Медијски портрет
Било је различитих приказа илегалне трговине органима у медијима током последњих неколико деценија. Многи, као што је књига „Воз за бебе” из 1993. године Јана Брунванда, варијације су урбане легенде о појединцу који се буди у хотелској кади и открива да му је један од бубрега уклоњен. Роман Робина Кука из 1977. године „Кома”, који је касније направио у филм Мајкл Крајтон, говори о несуђеним медицинским пацијентима који су стављени у кому да би им органи били уклоњени. Поред књига и филмова, приче о трговини органима се често приказују преко телевизије, таблоидних часописа, имејлова и интернета. Многе приче о трговини органима приказане у медијима садрже непоткријепљене тврдње. Британски/канадски ТВ програм The Body Parts Business из 1993. године изнео је бројне тврдње о трговини органима које су се касније показале лажним. Програм је истраживао наводну трговину органима и ткивима у Гватемали, Хондурасу, Аргентини и Русији. Једна епизода говорила је о човеку по имену Педро Реги, извештавајући да му је рожњача уклоњена без његовог пристанка док је био хоспитализован у болници за ментално здравље. Реги је касније оспорио ову тврдњу, рекавши да су му рожњаче још увек нетакнуте и да је управо патио од акутне инфекције ока.
Критичари, као што је Силке Мејер, тврде да овај сензационализован поглед на трговину органима, често заснован на миту, одвлачи пажњу од илегалне трговине органима. Они позивају на повећање научних истраживања о илегалној трговини органима, како би легенде о трговини органима биле замењене научним чињеницама. Мејер тврди: „Тек тада ће трговина органима бити озбиљно схваћена од стране свих погођених влада и резултати ће представљати чврсту основу за поље креирања политике.“

### Предложена решења
Предложена су различита решења за заустављање протока илегалних органа широм света. Примарна стратегија је повећање понуде легално донираних органа, чиме се смањује потражња која покреће недозвољену трговину органима. Један од начина да се постигне овај циљ је да државе спроводе политику претпостављеног пристанка. Са законима о претпостављеном пристанку (такође познатим као закони „опт-аут“), пристанак за донацију органа се претпоставља након смрти, осим ако се појединац претходно „одјавио“ подношењем документације. Ово је у супротности са политиком „опт-ин“ донирања органа, која претпоставља да преминула особа не би желела да донира, осим ако претходно није обавестила владу о својој намери да донира. Политика претпостављене сагласности је већ усвојена у разним земљама, укључујући Бразил, одређене јурисдикције Сједињених Америчких Држава и неколико европских земаља. Истраживања показују повећање од 25–30% у количини доступних органа у „опт-аут“ земљама.
Други предложени метод је доношење закона који би лекаре сматрали одговорним за непријављивање сумње о трговини органима. Шепер-Хјуз је опширно писао о томе да лекари свесно врше незаконите операције са недозвољеним органима. Она тврди да иако лекари можда крше привилегије лекара и пацијента пријављивањем сумње о трговини органима, њихова законска обавеза према пацијенту је замењена јавним интересом да се окончају медицинска кршења људских права. Уколико би се увеле мере одговорности, лекари би одговарали као саучесници ако би свесно обављали операције са органима црног тржишта.
Лични здравствени картони за мигранте могу помоћи у документовању информација о откривеним несталим органима, па чак и о претходно урађеним операцијама. Започети су неки пројекти вођења личних здравствених картона имиграната. Откривање несталих органа и пратећих операција је важан први корак у откривању незаконитог узимања органа.
Многи људи у Сједињеним Америчким Државама верују да ће усвајање система за регулисање трговине органима сличног иранском помоћи да се смањи национални недостатак бубрега. Они тврде да би Сједињене Америчке Државе могле да усвоје сличне политике како би промовисале одговорност, осигурале сигурност у хируршким праксама, запослиле регистре добављача и пружиле донаторима доживотну негу. Они даље тврде да би приватне осигуравајуће компаније и савезна влада биле уложене у пружање такве бриге за донаторе и да би се могли донети закони који би дуготрајну његу учинили неповредивим условом сваког уговора о донацији.

## Етичка дебата о трговини органима
Етичка дебата о трговини органима почива на томе да ли људи имају инхерентно право да продају сопствене органе и, ако јесте, да ли потенцијална штета од продаје органа надмашује то право. Док у већини демократских земаља постоји имплицирано етичко право на оно што се дешава нечијем телу, у Сједињеним Америчким Државама је ово право диктирано одлуком Шелоендорф кроз мишљење суда од стране судије Бењамина Цардозоа:
„Свако одрасло људско биће и здравог ума има право да одлучује шта ће се чинити са њеним сопственим телом“
Међутим, ова аутономија је ограничена у трговини органима јер владе и неки етичари тврде да потенцијална штета трговине органима надмашује права појединца. Најближе легализовано поређење права на телесну аутономију ради финансијске добити била би проституција. Тренутно 32 земље дозвољавају проституцију. Ниједна од њих не дозвољава продају органа. Ставови о легализацији проституције често су је посматрали као „нужно зло“ и проституција се може легализовати, све док људска права сексуалне раднице, као што су слобода говора, путовања, рада, имиграције, здравственог осигурања и становања, нису ускраћена. Слично томе, многи тврде да, све док се поштују права донатора и регулише трговина, било би етички одговорно постојање трговине органима.
Трговина органима такође изазива етичку и правну забринутост за пружаоце здравствених услуга у погледу лечења пацијената. Конкретно, тренутно постоји мало или уопште нема смерница о томе како се мења однос лекар-пацијент ако је пацијент добио орган на незаконит начин. Штавише, ако се легализује трговина органима, обавеза лекара је да поштује пацијенте који желе да продају орган. У Сједињеним Америчким Државама постоји контроверза о томе да ли су жеље за донирање органа правно изводљиве. Примарни закон који регулише донацију органа је Uniform Anatomical Gift Act. Међутим, широко се сматра неадекватним јер је на свакој држави да регулише и поштује овај закон, при чему се примена разликује од државе до државе према ставовима о донирању лешева. Штавише, у Сједињеним Америчким Државама и даље постоји недостатак донатора. Да би избегли тужбе, пружаоци услуга би прекршили Uniform Anatomical Gift Act и игнорисали све постојеће захтеве за донацију органа. Као такав, ако се легализује трговина органима, мораће да се размотри етичко разматрање да ли лекар има обавезу да изврши финансијски мотивисану трансплантацију органа.

## Аргументи за легализацију

### Повећано снабдевање органа
Главни аргумент у корист легализоване продаје органа је да би се тиме повећао број органа доступних за трансплантацију. Иако су владе спровеле друге иницијативе за повећање донирања органа, као што су кампање за подизање свести јавности, закони о претпостављеном пристанку и законска дефиниција мождане смрти, листа чекања за виталне органе наставља да расте. Штавише, трансплантације органа лешева имају лошије клиничке резултате у поређењу са донацијама живих органа. Легализација плаћања органа би подстакла више људи да донирају своје органе. Сваки орган који се продаје на тржишту могао би потенцијално спасити живот (и побољшати квалитет живота) свог примаоца. На пример, пацијенти са бубрежном болешћу који примају трансплантацију бубрега од живог донора обично живе 7 до 15 година дуже од оних који зависе од дијализе.
Економисти углавном нагињу за легализацију тржишта органа. Консензус чланова Америчког економског удружења је да треба дозволити трговину органима, са 70% за, а 16% против. Други преглед литературе, гледајући публикације 72 економска истраживача који су проучавали трговину органима, дошао је до сличног закључка: 68% је подржало легализацију трговине органима, док се само 21% противило.

### Минималне негативне последице по донаторе
Заговорници такође тврде да би продаја органа требало да буде легална јер је поступак релативно безбедан за донаторе. Краткорочни ризик од донације је низак – пацијенти имају стопу морталитета од 0,03%, слично као код неких елективних козметичких процедура као што је липосукција. Тврде да су дугорочни ризици такође релативно минимални. Систематски преглед из 2018. године открио је да донатори бубрега нису умрли раније од не-донора. Донатори су имали незнатно повећан ризик од хроничне болести бубрега и прееклампсије (стање које се понекад види у трудноћи). Преглед није пронашао разлику у стопама дијабетеса, срчаних болести, високог крвног притиска или менталних болести. Вишеструке студије америчких и јапанских донатора откриле су да су они пријавили виши квалитет живота од просечног не-донора. Заговорници тржишта органа тврде да, с обзиром на компаративну сигурност донирања бубрега, појединцима треба дозволити да се подвргну овој операцији у замену за плаћање.
Критичари оспоравају овај поглед на трансплантацију као превише оптимистичан. Конкретно, они цитирају истраживања која сугеришу да појединци који продају своје органе пролазе лошије након процедуре од оних који слободно донирају своје органе. Продавци бубрега чешће имају проблема са бубрезима након операције (као што су хипертензија и хронична болест бубрега), да пријављују смањено опште здравље и да пате од психолошких нежељених ефеката као што је депресија. Противници тржишта обично приписују ове лошије исходе чињеници да су продавци бубрега извучени из редова сиромашних. Заговорници тржишта органа одговарају тако што за ове лоше исходе окривљују чињеницу да су продавци бубрега принуђени на црно тржиште, уз минималан надзор, накнадну негу или законску заштиту од злоупотребе, стога на регулисаном тржишту у развијеном свету, продавци бубрега могу очекивати да виде резултате сличније онима код донатора бубрега.

### Поштовање аутономије
Многи заговорници се залажу за легализовану продају органа на основу аутономије. Појединци су углавном слободни да купују или продају своју имовину и свој рад. Заговорници тржишта органа кажу да, исто тако, људи треба да имају слободу да купују или продају органе. Према овој перспективи, забране продаје органа су патерналистички или моралистички задирање у слободу појединца. Заговорници признају да, за разлику од продаје материјалне имовине као што је аутомобил, продаја бубрега носи одређени ризик од штете. Међутим, они примећују да су људи у стању да се баве опасним занимањима (као што су сеча шума, војнички рад или сурогат мајчинство) која носе значајне шансе за телесне повреде. Ако је појединцима дозвољено да преузму тај ризик у замену за новац, онда би требало да буду у могућности да преузму и ризике продаје бубрега.

### Смањење штете
Други лекари и филозофи тврде да ће легализација исправити злоупотребе незаконите трговине органима. Садашња забрана продаје органа отерала је и продавце и купце на црно тржиште, ван видокруга закона. Криминални посредници често узимају доста новца за орган, остављајући релативно мало новца даваоцу. Пошто је главној медицинској установи забрањено да учествује у трансплантацији, процедура се обично одвија у установама испод стандарда, а не у складу са најбољом праксом. Након тога, донатори често не примају важне медицинске прегледе јер се плаше да ће њихова улога у злочину бити откривена. Такође је било извештаја о криминалним групама које су киднаповале људе и илегално узимале њихове органе за продају на црном тржишту. Заговорници легализације сматрају да ће легализација резултирати бољом медицинском негом и даваоцима и примаоцима, као и већим исплатама даваоцима.
Неки критичари оспоравају претпоставке предлагача да ће легализација елиминисати црно тржиште органа или његове проблеме. Један научник тврди да, када је трговина органима легализована у Ирану, то није окончало продају органа на црном тржишту. Уместо тога, људи су склапали послове ван система који је одобрила влада да би набавили органе од пожељнијих (тј. здравијих) донатора.

## Аргументи против легализације

### Подложност принуди
Критичари често тврде да би продаја органа требало да остане забрањена јер ће свако тржишно решење искористити сиромашне. Конкретно, страхују да ће се велики финансијски подстицај за донирање органа показати неодољивим за појединце у екстремном сиромаштву. Такви појединци могу имати осећај да немају другог избора осим да пристану да продају бубрег. Под овим околностима, одлука о продаји не може се сматрати заиста добровољном. Сходно томе, прикладно је да влада заштити сиромашне људе забраном продаје органа.
Критичари легализације тврде да заговорници преувеличавају утицај који би тржиште имало на снабдевање органима. Конкретно, примећују да легализована продаја органа може „изгурати“ алтруистичке донације. Другим речима, људи који би иначе дали своје органе рођацима могу да одбију да то учине, уместо тога да купе орган (или се ослањају на владу да га купи) за своје рођаке. Заговорници тржишта супротстављају се да би, иако би се алтруистичке донације могле благо смањити ако би се легализовала продаја органа, ово смањење би било више него надокнађено приливом органа.
Легализацији трговине људским органима противиле су се разне групе за људска права. Једна таква група је Organs Watch, коју је основала Ненси Шепер-Хјуз, медицински антрополог која је била кључна у разоткривању илегалних међународних кругова за продају органа. Шепер-Хјуз је позната по својим истрагама, које су довеле до неколико хапшења, због тога што су људи из земаља у развоју били присиљени или преварени да донирају органе. Као и Светска здравствена организација, Organs Watch настоји да заштити и помогне сиромашним појединцима који учествују у илегалној трговини органима из нужде.

### Директна штета од продаје органа
Неки противници тржишта заузимају патерналистички став, који забрањује продају органа на основу тога што је држава дужна да спречи наношење штете својим грађанима. За разлику од аргументације „принуде сиромаштва“ о којој је горе дискутовано, ови критичари не доводе нужно у питање валидност пристанка донатора. Уместо тога, кажу да су опасности које доноси донирање органа превелике да би се дозволило да их особа добровољно преузме у замену за новац. Као што је раније поменуто, критичари продаје органа цитирају истраживања која сугеришу да продавци бубрега трпе озбиљне последице операције, што је далеко горе од алтруистичких давалаца бубрега. Чак и ако се претпостави да ће продавци бубрега имати сличне исходе као и донатори на регулисаном тржишту, не може се занемарити чињеница да је нефректомија инвазивна процедура која, по дефиницији, наноси одређене повреде пацијенту. Ови критичари тврде да влада има дужност да спречи ове штете, чак и ако је потенцијални продавац вољан да их преузме.
Сличан аргумент се фокусира на чињеницу да продаја бубрега подразумева губитак нечег јединственог и суштински незаменљивог од стране даваоца. С обзиром на посебну вредност која се придаје телесном интегритету у друштву, прикладно је забранити продају делова тела ради заштите те вредности.

### Објектификацију
Још једна критика легализоване продаје органа је да објективизује људска бића. Овај аргумент обично почиње са кантовском претпоставком да је свако људско биће створење урођеног достојанства, које се увек мора посматрати као само себи циљ, а никада само средство за постизање циља. Тржиште органа свело би делове тела на робу која се купује и продаје. Критичари тврде да би, дозвољавајући такве трансакције, друштво свело продавца органа на предмет трговине, само средство за постизање циљева. Додељивање новчане вредности кључном органу у суштини значи приписивање вредности његовом носиоцу, а стављање цене на људско биће нарушава његово или њено унутрашње достојанство.
Заговорници продаје органа тврде да ова линија аргумената брка бубрег са читавом особом. Све док се трансакција одвија на начин који минимизира ризике за даваоца и правично обештећује га, та особа се не своди на средство за постизање циља.

### Нежељени притисак да се орган прода
Још један аргумент против тржишта органа је да ће то довести до притиска да се органи продају, што би штетило свим људима (чак и онима који нису директно учествовали на тржишту). Према тренутној забрани трговине органима, дужници и главе породица у развијеном свету суочени су са малим притиском да продају своје органе. Ако повериоци или издржавана лица неке особе предложе да наведена особа прода свој бубрег да би прикупила новац, могли би да одбију на основу тога што је то незаконито. Насупрот томе, ако би се легализовала продаја органа, сиромашни појединац би се могао суочити са притиском породице и кредитора да прода бубрег и евентуално претрпи друштвене последице, као што су презир или кривица, ако одбију. Легализација продаје органа створила би овај нежељени притисак (и пратеће неодобравање) за све сиромашне појединце, без обзира да ли желе или не желе да продају своје бубреге. Стога је законска забрана продаје органа оправдана како би се сиромашни људи заштитили од овог непожељног притиска.

## Модели за легализацију

### Модел Ерин Харис
Етичари Чарлс А. Ерин и Џон Харис су предложили много строже регулисан модел за трансакције органа. Према овој шеми, потенцијални продавци органа не склапају уговоре са потенцијалним примаоцима. Уместо тога, владина агенција би била једини купац органа, плаћајући стандардну цену утврђену законом, а затим дистрибуирајући органе својим грађанима. Ова заштитна мера је осмишљена да спречи бескрупулозне купце да искористе предности потенцијалних донатора и да осигура да користи од повећаног снабдевања органима нису ограничене само на богате. Штавише, учешће на тржишту било би ограничено на грађане државе у којој се тржиште налази, како би се спречило једнострано кретање органа из земаља у развоју у развијени свет. Ерин и Харисов модел су подржали бројни истакнути заговорници тржишта органа.

### Модел слободног тржишта
Илегални статус трговине органима ствара горњу границу за органе на нула долара. Ова горња граница цена утиче на понуду и потражњу, стварајући мањак органа у условима растуће потражње. Према извештају који је објавио Институт Като, укидање горње границе цена би елиминисало недостатак органа. У часопису Journal of Economic Perspectives, нобеловац Гари Бекер и Хулио Елијас проценили су да би компензација од 31.700 долара обезбедила довољно бубрега за све на листи чекања. Влада би могла да плати надокнаду да гарантује једнакост. Ово би уштедело јавни новац, јер је дијализа за пацијенте са затајењем бубрега далеко скупља.
Међутим, други критичари тврде да би такав систем слободног тржишта за трговину органима подстакао крађу органа кроз убиство и занемаривање болесних појединаца ради финансијске добити. Заговорници слободног тржишта органа супротстављају се овим тврдњама говорећи да се убиство ради финансијске добити већ дешава. Санкције против таквих дела постоје да би се њихова појава свела на минимум, а уз одговарајућу регулативу и спровођење закона, такви инциденти у легалној трговини органима такође би се могли свести на минимум.

### Остали модели
Модел подстицаног донирања бубрега постоји као посредник између комплетног модела слободног тржишта и модела Ерин Харис, са снажном државном регулативом и наградама приступом слободног тржишта донацијама. Тренутно постоји у Турској, Ирану, где постоји слободно тржиште органа на коме су „донације“ између даваоца и примаоца дозвољене. Међутим, влада такође допуњује ову донацију подстицајима као што су бесплатно/поништено здравствено здравствено осигурање, ослобађање од партиципације/удела доприноса, приоритет при добијању органа у будућности, приоритет при проналажењу посла, ослобађање од пореза на доходак за запослене на плату и бесплатне или снижене јавне комуналије.

## У популарној култури
- Амерички дет метал бенд Cannibal Corpse објавио је 2021. године песму под називом Inhumane Harvest, која има лирски садржај о вађењу органа. Песма је такође објављена са музичким спотом.[133]
- Видео игрица Policenauts из 1994. године врти се око ланца илегалне трговине дрогом и органима у свемиру, којим кооперативно управљају мултинационална фармацеутска корпорација и корумпирани полицајци.[134]
- Хорор филм Turistas из 2006. године фокусира се на групу америчких туриста у Бразилу који се нађу у канџама подземног ланца за узгајање органа.[135]

## Предложена решења
Постоји неколико предложених решења за повећање броја легално доступних људских органа и смањење растуће илегалне трговине овим органима широм света. Политика претпостављеног пристанка била је успешна у различитим земљама, укључујући Бразил, Сједињене Америчке Државе и многе европске земље. Ове политике могу бити или претпостављени пристанак (током живота) или повлачење (након смрти). У категорији политике повлачења, донација органа се претпоставља након смрти, иако је могуће изабрати да не донирате подношењем докумената. Истраживања су показала повећање од око 25 до 30% у количини доступних органа у земљама са политиком претпостављене сагласности. У категорији претпостављених политика пристанка, попут Сједињених Америчких Држава или Француске, особа може изабрати да донира своје органе током свог живота. У политици претпостављеног пристанка, породице понекад успеју да донесу одлуку да донирају срце.
Програм за смањење трговине органима требало би да има неколико начина да функционише. Ови закони помажу да се повећа количина доступних органа, што смањује број пацијената који се окрећу црном тржишту. Истовремено, повећање снабдевања органима смањује финансијске трошкове трансплантације, а самим тим и потребу за медицинским туризмом.
Други предложени метод је усвајање закона који би наметнули лекарима одговорност да пријаве осумњичене за трговину органима. Шепер Хјуз је опширно писала о лекарима који обављају нелегалне операције, а да знају да су незаконите.
Многи људи у Сједињеним Америчким Државама верују да би усвајање регулисаног система трговине органима сличног иранском помогло да се смањи недостатак бубрега за трансплантацију. Они верују да би Сједињене Америчке Државе требало да усвоје сличне политике како би осигурале безбедност операције, обезбедиле доживотну негу за донаторе. Они такође сматрају да ће приватне осигуравајуће компаније улагати у пружање ове неге донаторима, што би законе о дуготрајној нези учинило повољнијим, штитећи услове сваког уговора о донацији.